# Saleh Ali Saleh Nabhan

Saleh Ali Saleh Nabhan

Saleh Ali Saleh Nabhan (arabisch صالح علي صالح نبهان, DMG Ṣāliḥ ʿAlī Ṣāliḥ Nabhān; * 4. April 1979; † 15. September 2009 in Somalia) soll ein Anführer von al-Qaida in Somalia gewesen sein. Nach Medienangaben soll Saleh Ali Saleh Nabhan verantwortlich sein für einen Anschlag in Mombasa (Kenia), bei dem im Jahr 2002 18 Menschen getötet wurden. Bei dem Anschlag sollte ein Passagierflugzeug zum Absturz gebracht werden. Saleh Ali Saleh Nabhan soll in Verbindung mit dem mutmaßlichen al-Qaida-Mitglied und Terroristen Fazul Abdullah Muhammad gestanden haben. Bei einer Kommandoaktion des US-Militärs wurde Saleh Ali Saleh Nabhan am 15. September 2009 in Somalia getötet.